# Lewirato
Lewirato is een bestuurslaag in het regentschap Bima van de provincie West-Nusa Tenggara, Indonesië. Lewirato telt 2007 inwoners (volkstelling 2010).